# ميخائيل الأول قيصر روسيا

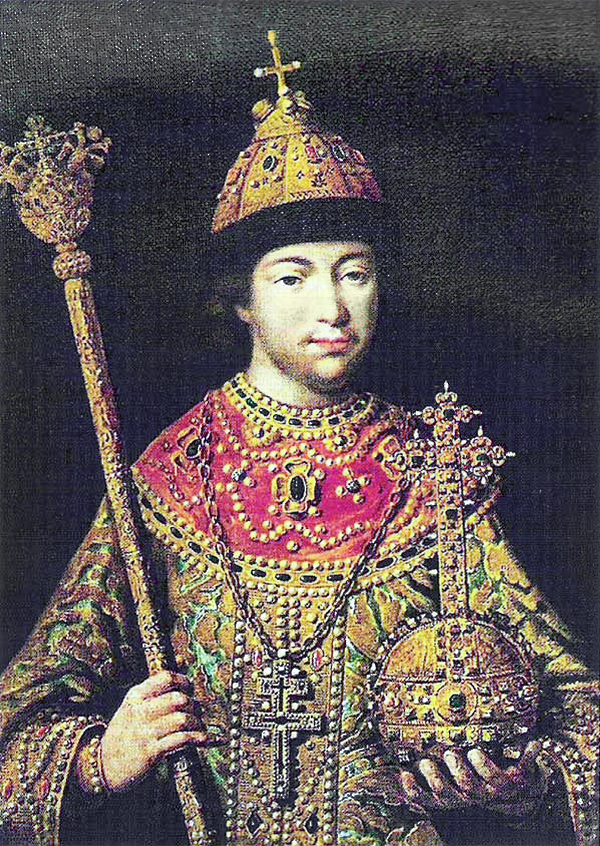
الامبراطور ميخائيل

ميخائيل الأول قيصر روسيا، اسمه الكامل ميخائيل فيودوروفيتش رومانوف، ويلقب بميخائيل الوديع (12 يوليو 1596 - 12 يوليو 1645)، هو أول قيصر روسي من سلالة رومانوف ومؤسس روسيا الموحدة وحاكمها من 1613 وحتى وفاته. ولد في موسكو ووالده هو فيودر رومانوف ووالدته هي كزينيا شيستوفا. ميخائيل هو موجد ومؤسس سلالة رومانوف الملكية ذات الأصول الألمانية. انتُخب قيصرًا في سنة 1613 من قبل مجلس زيمسكي. أثناء عهده وجدت دولة روسيا الموحدة وانتهى زمن المحن واستأنفت العلاقات مع الدول الأجنبية، أدخل إصلاحات وتعديلات في السلطة الروسية وخصوصا في الجيش الروسي تزوج مرتين وأنجب 10 أبناء وبنات، مات بعد معاناته مع مرض الاستقساء دفن في كاتدرائية الملائكة بالكرملين وأحفادة القيصر فيودر الثالث والقيصر إيفان الخامس والقيصر بطرس الأكبر أو بيتر الأول وخلفه ابنه القيصر أليكس الأول.